# Gaspard Manesse
Gaspard Manesse (Parigi, 25 marzo 1975) è un attore e musicista francese.
È ricordato per aver recitato come Julien nel film Arrivederci ragazzi del 1987, diretto da Louis Malle. Ha recitato e composto le musiche per il film Comme il vient.
Suona la tromba nella "Surnatural Orchestra".

## Filmografia
- Arrivederci ragazzi (Au revoir les enfants), regia di Louis Malle (1987)
- Erreur de jeunesse, regia di Radovan Tadic (1989)
- Comme il vient, regia di Christophe Chiesa (2002)
- Un transport en commun, regia di Dyana Gaye (2009)